# Drosophila flavorepleta
Drosophila flavorepleta este o specie de muște din genul Drosophila, familia Drosophilidae, descrisă de Patterson și Pavan în anul 1952. Conform Catalogue of Life specia Drosophila flavorepleta nu are subspecii cunoscute.